# Balesmes-sur-Marne
Balesmes-sur-Marne est une ancienne commune française située dans le département de la Haute-Marne en région Grand Est.
Le 1er janvier 2016, elle fusionne  avec Saints-Geosmes pour former la commune nouvelle de Saints-Geosmes.

## Géographie

### Localisation
Saints-Geosmes est situé à trois kilomètres au sud-est de Langres.

## Toponymie
La toponymie indique l'ancienneté de ce village. La phonétique s'oppose en effet à ce que Balesmes soit une déformation de « balmes », c'est-à-dire grottes en français médiéval, mais Belisama, nom d'une déesse gauloise, conviendrait mieux (cf. Bellême, Beleymas, Blesmes, Blismes). Quant au nom de la Marne, il dérive de Matterrona, déesse vénérée par les Lingons dans la grotte de la Marnotte. Sur le site de cette grotte ont été trouvées des statues gauloises, ex-votos conservés au musée de Langres.

## Histoire
Le village tire son nom de celui de la Minerve gauloise, Belisama, compagne de l’Apollon gaulois Belenos. Ces divinités étaient autrefois vénérées près des sources de la Marne, à peu de distance du village. Il est probable qu’un établissement romain et quelques habitations de la même époque, étagés entre la source de la Marne et l’église, aient précédé le village actuel. Dans ce contexte, la légende du gaulois Sabinus, révolté contre Rome et qui se serait caché pendant neuf ans dans une grotte située près de ces sources, n’a aucune réalité, et doit être abandonnée aujourd’hui. Le village actuel n’est connu que depuis le Haut Moyen-âge, l’évêque de Langres y possédant la seigneurie en fief mouvant de toute antiquité ainsi que la mairie héréditaire[réf. nécessaire].

## Politique et administration

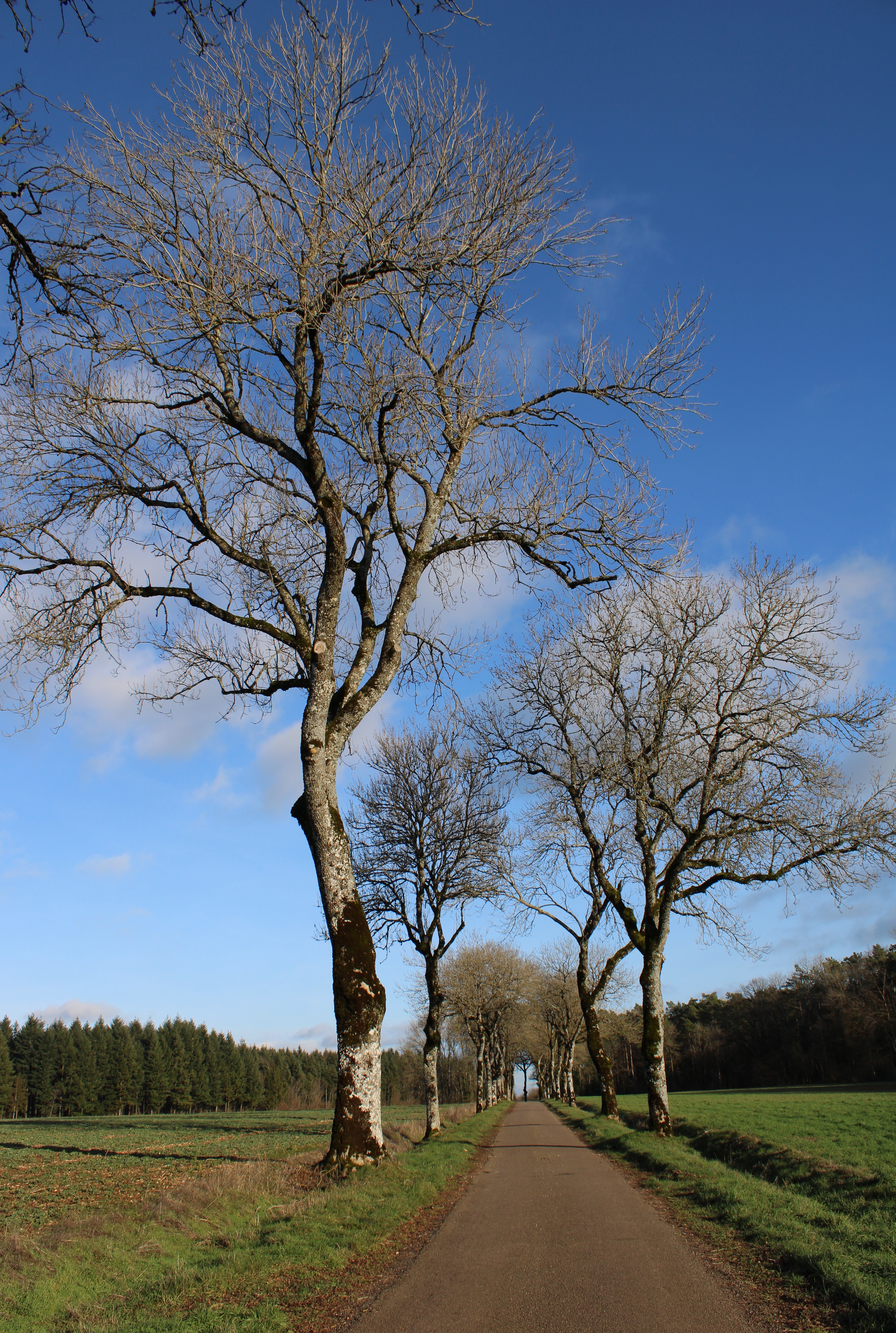
La D290, route bordée d'arbres menant à Balesmes-sur-Marne.

### Liste des maires
| Période                                  | Période   | Identité         | Étiquette | Qualité                                                 |
| ---------------------------------------- | --------- | ---------------- | --------- | ------------------------------------------------------- |
| Les données manquantes sont à compléter. |           |                  |           |                                                         |
| mars 2001                                | mars 2014 | Bernard Delompre |           |                                                         |
| mars 2014                                | Mars 2020 | Marc Royer       | DVG       | Retraité Fonction Publique Maire au moment de la fusion |

## Population et société

### Démographie
L'évolution du nombre d'habitants est connue à travers les recensements de la population effectués dans la commune depuis 1793. À partir du 1er janvier 2009, les populations légales des communes sont publiées annuellement dans le cadre d'un recensement qui repose désormais sur une collecte d'information annuelle, concernant successivement tous les territoires communaux au cours d'une période de cinq ans. 
Pour les communes de moins de 10 000 habitants, une enquête de recensement portant sur toute la population est réalisée tous les cinq ans, les populations légales des années intermédiaires étant quant à elles estimées par interpolation ou extrapolation. Pour la commune, le premier recensement exhaustif entrant dans le cadre du nouveau dispositif a été réalisé en 2006,.
En 2013, la commune comptait 236 habitants, en évolution de −9,92 % par rapport à 2008 (Haute-Marne : −2,45 %, France hors Mayotte : +2,49 %).
| 1793 | 1800 | 1806 | 1821 | 1831 | 1836 | 1841 | 1846 | 1851 |
| ---- | ---- | ---- | ---- | ---- | ---- | ---- | ---- | ---- |
| 450  | 480  | 456  | 419  | 417  | 410  | 411  | 406  | 410  |

| 1856 | 1861 | 1866 | 1872 | 1876 | 1881 | 1886 | 1891 | 1896 |
| ---- | ---- | ---- | ---- | ---- | ---- | ---- | ---- | ---- |
| 402  | 406  | 398  | 369  | 388  | 870  | 410  | 347  | 367  |

| 1901 | 1906 | 1911 | 1921 | 1926 | 1931 | 1936 | 1946 | 1954 |
| ---- | ---- | ---- | ---- | ---- | ---- | ---- | ---- | ---- |
| 460  | 343  | 336  | 274  | 244  | 247  | 237  | 237  | 244  |

| 1962 | 1968 | 1975 | 1982 | 1990 | 1999 | 2006 | 2011 | 2013 |
| ---- | ---- | ---- | ---- | ---- | ---- | ---- | ---- | ---- |
| 234  | 228  | 194  | 247  | 250  | 247  | 260  | 251  | 236  |

## Culture locale et patrimoine

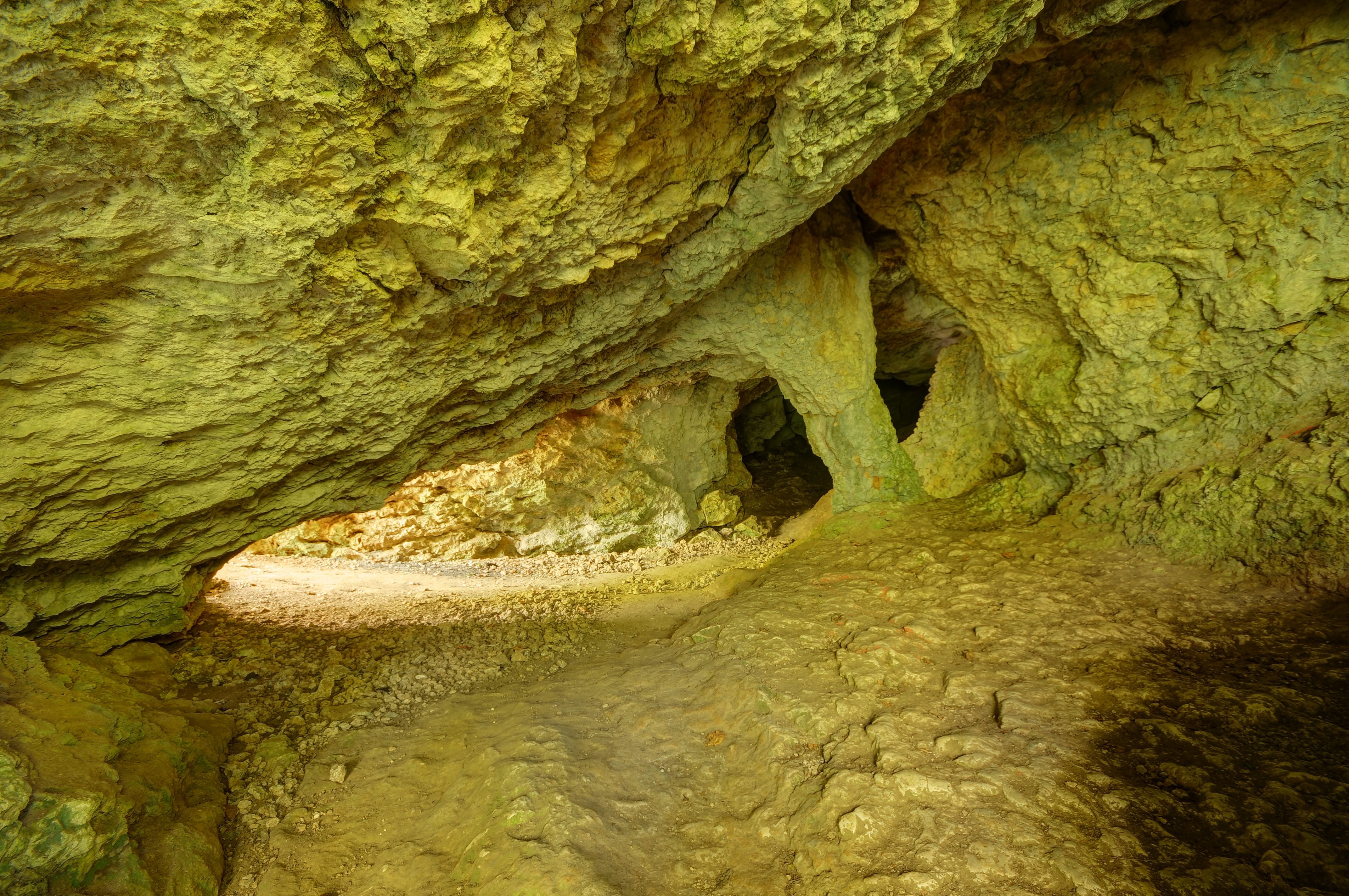
La grotte de Sabinus.

### Lieux et monuments
- L'église Notre-Dame-en-son-Assomption,   Classée MH (1909)[7],[8].
- Croix de chemin en pierre du XVIe siècle,   Classée MH (1909)[9].
- Sources de la Marne.
- Grotte de la Marnotte, où se situe l'exsurgence de la Marne.
- Tunnel du canal la Marne à la Saône entre Balesmes-sur-Marne et Noidant-Chatenoy, long de 4,820 km.